# Macroteleia graeffei
Macroteleia graeffei är en stekelart som beskrevs av Jean-Jacques Kieffer 1908. Macroteleia graeffei ingår i släktet Macroteleia och familjen Scelionidae. Inga underarter finns listade i Catalogue of Life.